# コガネメキシコインコ
コガネメキシコインコ （学名：Aratinga solstitialis）は、オウム目インコ科に分類される鳥。

## 分布
南アメリカ北東海岸部

## 亜種
・ゴシキメキシコインコ
・ナナイロメキシコインコ
・キビタイメキシコインコ

## 生態等
体長約30センチ。体重100～120グラム。
性別による外見の違いはない。
野生では南米の北東部に分布する。メキシコインコの名がついているが、実際にはメキシコには生息していない。
よく人に慣れるため、ペットとしても人気がある。
幼鳥の時は背中の羽が黄色と緑のまだら模様だが、成鳥になると背中全体が鮮やかな黄色の羽に変化する。

## その他
- 静岡県掛川市の掛川花鳥園では、温室内に本種が放し飼いされており、群れで飛び回っている[1]。